# Michael Muhney
Michael Muhney (Chicago, 12 juni 1975) is een Amerikaans acteur.
Muhney is het meest bekend van zijn rol als Adam Newman in de televisieserie The Young and the Restless waar hij in 620 afleveringen speelde (2009-2014).

## Biografie
Muhney werd geboren in Chicago en verhuisde op achtjarige leeftijd naar Euless. Hij doorliep de high school aan de Trinity High School in Euless, toen ging hij terug naar Chicago waar hij in 1997 afstudeerde met een bachelor aan de DePaul University.
Muhney is in 2000 getrouwd en heeft hieruit drie kinderen, een dochter en twee zoons. Naast Engels spreekt hij ook Duits en Amerikaanse gebarentaal.

## Filmografie

### Films
Uitgezonderd korte films.
- 2016 Search Engines - als Rick
- 2015 The Track - als Tony
- 2014 Back to Christmas - als Cameron
- 2011 American Decaf - als Scott
- 2011 Act Your Age - als Lake Emerson
- 2010 Disconnect – als Dylan
- 2010 The Portal – als Daniel Savanah
- 2009 Act Your Age – als Lake Emerson
- 2008 No Man's Land: The Rise of Reeker – als hulpsheriff Harris McAllister
- 2008 Columbus Day – als rechercheur Daniels
- 2008 Family Practice – als Kent Kinglare
- 2007 One Night – als Jack
- 2006 Lovers, Liars and Lunatics – als Louis
- 2001 Everything But the Girl – als Brad
- 2000 Virtual Nightmare – als Dale Hunter
- 2000 Love 101 – als Andrew
- 2000 Celebrity – als Jake

### Televisieseries
Uitgezonderd eenmalige gastrollen.
- 2021 Truth Be Told - als Martin Haywood - 4 afl.
- 2009-2014 The Young and the Restless – als Adam Newman – 617 afl.
- 2004-2007 Veronica Mars – als sheriff Don Lamb – 40 afl.
- 2000-2001 The Huntress – als rechercheur Mark Farrell – 8 afl.
- 1999 Turks – als Paul Turk – 13 afl.

- Biblioteca Nacional de España: XX1542609
- Bibliothèque nationale de France: cb14209456z (data)
- International Standard Name Identifier: 0000 0001 1476 7796
- Library of Congress Control Number: no2008185845
- Virtual International Authority File: 85939873
- WorldCat: E39PBJtxcwwTBpPDxFYMvXh8md